# بيت الخرزاتي
بيت الخرزاتي هو بيت أثري يقع بين كل من بيت السحيمي وبيت مصطفى جعفر السلحدار بمنطقة الجمالية بالقاهرة. يعود تاريخ المنزل إلى القرن التاسع عشر، وطرازه خليط بين عمارة منزل القاهرة وعمارة منزل إسطنبول في القرن التاسع عشر. يتكون المبنى من دورين، خصص الدور الأول للحفلات والعروض الفنية والأمسيات الشعرية التي تقام على مدار العام، أما الدور الثاني بأكمله فيشغله الأرشيف القومي للمأثورات الشعبية.